# Malá nad Hronom
Malá nad Hronom este o comună slovacă, aflată în districtul Nové Zámky din regiunea Nitra. Localitatea se află la altitudinea de 116 m deasupra n.m., se întinde pe o suprafață de 7,72 km2 și în 2017 număra 383 de locuitori.

## Istoric
Localitatea Malá nad Hronom este atestată documentar din 1523.

## Demografie
| An:                | 1994 | 2004   | 2014   | 2024   |
| ------------------ | ---- | ------ | ------ | ------ |
| Număr de persoane: | 421  | 409    | 373    | 381    |
| Diferență:         |      | −2,85% | −8,80% | +2,14% |

| An:                | 2023 | 2024   |
| ------------------ | ---- | ------ |
| Număr de persoane: | 384  | 381    |
| Diferență:         |      | −0,78% |